# باشگاه فوتبال بایی
تیم فوتبال بایی یا ۱ اوت که به طور کامل با نام باشگاه فوتبال بایی ارتش آزادی‌بخش خلق شناخته می‌شود، یک تیم فوتبال تحت نظر شاخه ورزشی ارتش آزادی‌بخش خلق بود که بین سال‌های ۱۹۵۱ تا ۲۰۰۳ در سیستم لیگ فوتبال چین بازی می‌کرد. آنها عمدتاً در پکن مستقر بودند.
نام بایی به معنی ۱ اوت، تاریخ تأسیس ارتش آزادی‌بخش خلق چین است. آنها کار خود را به عنوان یک تیم آماتور آغاز کردند که گهگاه در رویدادهای چند ورزشی شرکت می‌کرد تا اینکه در اولین دوره مسابقات لیگ ملی فوتبال چین در سال ۱۹۵۱ شرکت کردند. با انحصار بی‌سابقه استعدادهای فوتبالی که از هر تیم فوتبال ارتشی در کشور گرفته شده بود، آنها خود را به عنوان یکی از تیم‌های برتر لیگ تثبیت کردند و پنج عنوان قهرمانی لیگ ملی را در تاریخ خود کسب کردند.
وقتی لیگ فوتبال چین در فصل لیگ ۱۹۹۴ به یک واحد کاملاً حرفه‌ای تبدیل شد، به باشگاه اجازه ویژه داده شد تا با حفظ تمام اعضای خود به عنوان اعضای فعال نظامی و در عین حال پرهیز از بازیکنان خارجی و اسپانسر شدن، تا حد امکان نیمه‌حرفه‌ای باقی بماند. هزینه حرفه‌ای بودن باعث می‌شد که باشگاه به دلایل مالی پیشنهادهایی از شهرهایی مانند تائی‌یوان، شی‌آن، کون‌مینگ، شیجیاژوانگ، شینشیانگ، لیوژوو، شیانگتان و هونان دریافت کند. آنها همچنین اسپانسر گرفتند و نام خود را به بایی ژنگ‌بانگ و بایی شیانگتان تغییر دادند، اما این اقدامات نتوانست مانع از سقوط باشگاه در سال ۲۰۰۳ شود. با کاهش جوایز نقدی و مقررات سختگیرانه‌تر از سوی فدراسیون فوتبال چین، ارتش آزادی‌بخش خلق این باشگاه را منحل کرد.

## افتخارات
- لیگ فوتبال چین
  - قهرمانی (۵)
- جام حذفی چین
  - قهرمانی (۱)
- جام کویینز تایلند
  - قهرمانی (۱)